# کوهیار
کوهیار یک شاه قارنوندی بود که در سال ۸۳۹ برای مدت کوتاهی فرمانروایی کرد و سپس به قتل رسید. او برادر مازیار و فضل بن قارن طبری بود.